# Kahlil Joseph (director)
Kahlil Davis, conocido profesionalmente como Kahlil Joseph (nacido en 1981), es un cineasta, director de videos musicales y artista de videos estadounidense. Joseph es conocido por crear "cortometrajes intelectual y emocionalmente densos" que se centran en la experiencia de los afroamericanos en los Estados Unidos.

## Primeros años de vida
Kahlil Joseph nació en Seattle, Washington, en 1981. El padre de Joseph, Keven Davis, era un destacado abogado especializado en deportes y espectáculos, y su hermano menor, Noah Davis, era pintor y conservador de museos.
Joseph estudió en la Universidad Loyola Marymount, pero no se licenció. El estudio de la obra de Apichatpong Weerasethakul, director tailandés de cine experimental, influyó en su forma de entender el cine.

## Influencias
A lo largo de su carrera, Kahlil Joseph ha sido muy abierto sobre los artistas en los que se inspira. Con frecuencia hace referencias directas a otras artes en su obra y rinde homenaje a otros artistas a través de su trabajo. Su aclamado cortometraje Until The Quiet Comes está influido por la obra de Andréi Tarkovski y Spike Lee. Su corto Belhaven Meridian rinde homenaje a la película de Charles Burnett Killer of Sheep (1977).